# Campanha Ocidental
Campanha Ocidental is een van de 35 microregio's van de Braziliaanse deelstaat Rio Grande do Sul. Zij ligt in de mesoregio Sudoeste Rio-Grandense en grenst aan de microregio's Campanha Central, Santa Maria, Santiago en Santo Ângelo. De microregio heeft een oppervlakte van ca. 31.125 km². In 2005 werd het inwoneraantal geschat op 399.767.
Tien gemeenten behoren tot deze microregio:
- Alegrete
- Barra do Quaraí
- Garruchos
- Itaqui
- Maçambara
- Manoel Viana
- Quaraí
- São Borja
- São Francisco de Assis
- Uruguaiana

Mesoregio's: Centro Ocidental Rio-Grandense · Centro Oriental Rio-Grandense · Metropolitana de Porto Alegre · Nordeste Rio-Grandense · Noroeste Rio-Grandense · Sudeste Rio-Grandense · Sudoeste Rio-Grandense

Microregio's: Cachoeira do Sul · Camaquã · Campanha Central · Campanha Meridional · Campanha Ocidental · Carazinho · Caxias do Sul · Cerro Largo · Cruz Alta · Erechim · Frederico Westphalen · Gramado-Canela · Guaporé · Ijuí · Jaguarão · Lajeado-Estrela · Litoral Lagunar · Montenegro · Não-Me-Toque · Osório · Passo Fundo · Pelotas · Porto Alegre · Restinga Seca · Sananduva · Santa Cruz do Sul · Santa Maria · Santa Rosa · Santiago · Santo Ângelo · São Jerônimo · Serras de Sudeste · Soledade · Três Passos · Vacaria